# 大正町
大正町（たいしょうちょう）は、高知県にあった町。
2006年3月20日、窪川町、十和村と合併し、四万十町となった。

## 隣接していた市町村
- 四万十市
- 幡多郡
  - 佐賀町、大方町、十和村
- 高岡郡
  - 窪川町、檮原町
- 愛媛県北宇和郡鬼北町

## 歴史
- 1889年（明治22年）4月1日 - 町村制の施行により、田野々村・瀬里村・四手ノ川村・下岡村・上岡村・宇津井川村・上宮村・北ノ川村・弘瀬村・市野又村・烏手村・相去村・折合村・芳川村・西ノ川村・大奈路村・中津川村・下津井村・下道村・小屋加内村・江師村・小石村の区域をもって東上山村が発足。
- 1914年（大正3年）1月1日 - 東上山村が改称して大正村となる。
- 1947年（昭和22年）8月1日 - 大正村が町制施行して大正町となる。
- 1948年（昭和23年）
  - 3月4日 - 町内で大火。家屋456棟と山林49.6haが全焼[1]。
  - 4月1日 - 大字折合を高岡郡窪川町に編入。
- 2006年（平成18年）3月20日 - 十和村・高岡郡窪川町と合併して四万十町が発足。同日大正町廃止。
  - 同日、本町に属していた大字の内、四手ノ川は希ノ川に、田野々は大正にそれぞれ改称。大奈路、北ノ川、中津川は旧窪川町にも同名の大字が在ったことから「大正」を冠した[2]。

## 道の駅
- 道の駅四万十大正